# Crosslauf-Weltmeisterschaften 1999
Die 27. Crosslauf-Weltmeisterschaften der IAAF fanden am 27. und 28. März 1999 in Belfast (Nordirland, Vereinigtes Königreich) statt.

## Kurs
Die Strecke verlief durch das hügelige Wald- und Wiesengebiet des Landguts Barnett (Barnett Demesne) und des anliegenden Sportgeländes der Queen’s University. Titelverteidiger Paul Tergat beschrieb den Kurs als den härtesten, den er jemals gesehen habe. Noch schwieriger wurden die Bedingungen durch den Regen, der in der Nacht vor dem zweiten Wettkampftag einsetzte und aus den Rennen regelrechte Schlammschlachten machte.
Die Streckenlänge betrug für die Männer auf der Langstrecke 12 km, für die Frauen auf der Langstrecke und die Junioren 8,012 km, für die Juniorinnen 6,124 km und für die Kurzstreckler beiderlei Geschlechts 4,236 km.

## Wettkämpfe
Das Rennen der Juniorinnen, das Kurzstreckenrennen der Männer und das Langstreckenrennen der Frauen fanden am 27. März statt, die anderen drei Rennen am darauffolgenden Tag.
Im Kurzstreckenlauf der Männer fehlte der Titelverteidiger John Kemboi Kibowen wegen einer Verletzung. Für Benjamin Limo, den Vorjahresvierten, zahlte es sich aus, dass er sich in Europa auf die Wettkampfbedingungen vorbereitet hatte. Auf der zweiten Hälfte setzte er sich vom Feld der übrigen Läufer ab und verteidigte einen Vorsprung von drei Sekunden auf den Vorjahresdritten Paul Malakwen Kosgei bis ins Ziel. Dahinter platzierten sich Hailu Mekonnen und Million Wolde, die im Vorjahr beim Juniorenrennen auf dem Treppchen gestanden hatten.
Auf der Langstrecke bildete sich schon bei km 5 ein kenianisches Führungstrio aus Titelverteidiger Paul Tergat, Patrick Mutuku Ivuti und Joshua Chelanga. Während Chelanga zurückfiel und bei km 8 vom Portugiesen Paulo Guerra überholt wurde, bauten Tergat und Ivuti ihren Vorsprung weiter aus. Kurz vor der Zielgeraden setzte sich Tergat von seinem jungen Teamgefährten ab und errang seinen fünften Titel in Folge. Guerra hielt seinen dritten Rang und wurde der erste männliche Europäer auf einem Treppchenplatz seit 1989, als der Brite Tim Hutchings Silber holte. 
Bei den Frauen fehlte Sonia O’Sullivan, die im Vorjahr auf beiden Distanzen Weltmeisterin geworden war. Auf der vorletzten Runde ging Gete Wami, Weltmeisterin von 1996 und Dritte in den beiden Vorjahren, in Führung und lief bis ins Ziel einen Vorsprung von zwölf Sekunden heraus, den größten seit dem Sieg von Lynn Jennings 1990. Paula Radcliffe, die Silbermedaillengewinnerin der beiden letzten Austragungen, wurde auf den letzten Metern von Merima Denboba überholt und musste sich mit Bronze zufriedengeben. 
Auf der Kurzdistanz kam es zu einem souveränen Sieg der Afrika- und Commonwealth-Meisterin über 1500 m Jackline Maranga. Hinter ihr entbrannte ein Kampf um Silber zwischen der Juniorenweltmeisterin von 1995 Annemari Sandell und Yamna Oubouhou, den letzterer mit einer Sekunde Vorsprung für sich entschied. Mit Oubouhou als bester Läuferin gewann das französische Team Gold, das erste für eine europäische Mannschaft seit dem Sieg der portugiesischen Frauen 1994. Mitfavoritin Anita Weyermann, die Vierte des Vorjahres, rutschte auf einem Gefällstück aus und kam auf den 34. Platz.
Bei den Junioren ging der Titel an Hailu Mekonnen, der schon am Vortag bei den Erwachsenen Bronze auf der Kurzstrecke geholt hatte.

## Ergebnisse

### Männer

#### Langstrecke

##### Einzelwertung
| Platz | Athlet               | Land | Zeit (min) |
| ----- | -------------------- | ---- | ---------- |
| 1     | Paul Tergat          | KEN  | 38:28      |
| 2     | Patrick Mutuku Ivuti | KEN  | 38:32      |
| 3     | Paulo Guerra         | POR  | 38:46      |
| 4     | Joshua Chelanga      | KEN  | 39:05      |
| 5     | Evans Rutto          | KEN  | 39:12      |
| 6     | Paul Koech           | KEN  | 39:51      |
| 7     | Mohammed Mourhit     | BEL  | 40:09      |
| 8     | Jon Brown            | GBR  | 40:09      |

Von 167 gemeldeten Athleten gingen 166 an den Start und erreichten 159 das Ziel. Der Spanier Julio Rey wurde disqualifiziert.

##### Teamwertung
| Platz | Land und Athleten                                                         | Gesamtpunktzahl und Einzelplatzierung |
| ----- | ------------------------------------------------------------------------- | ------------------------------------- |
| 1     | Kenia Paul Tergat Patrick Mutuku Ivuti Joshua Chelanga Evans Rutto        | 12 01 02 04 05                        |
| 2     | Äthiopien Habte Jifar Assefa Mezgebu Girma Tolla Tesfaye Tola             | 57 09 11 17 20                        |
| 3     | Portugal Paulo Guerra Domingos Castro Eduardo Henriques Alberto Maravilha | 76 03 10 14 49                        |

Insgesamt wurden 24 Teams gewertet.

#### Kurzstrecke

##### Einzelwertung
| Platz | Athlet               | Land | Zeit (min) |
| ----- | -------------------- | ---- | ---------- |
| 1     | Benjamin Limo        | KEN  | 12:28      |
| 2     | Paul Malakwen Kosgei | KEN  | 12:31      |
| 3     | Hailu Mekonnen       | ETH  | 12:35      |
| 4     | Million Wolde        | ETH  | 12:36      |
| 5     | James Koskei         | KEN  | 12:38      |
| 6     | Daniel Gachara       | KEN  | 12:41      |
| 7     | Abdellah Béhar       | FRA  | 12:44      |
| 8     | John Kosgei          | KEN  | 12:45      |

Von 148 gemeldeten Athleten gingen 144 an den Start und erreichten 142 das Ziel.

##### Teamwertung
| Platz | Land und Athleten                                                    | Gesamtpunktzahl und Einzelplatzierung |
| ----- | -------------------------------------------------------------------- | ------------------------------------- |
| 1     | Kenia Benjamin Limo Paul Malakwen Kosgei James Koskei Daniel Gachara | 14 01 02 05 06                        |
| 2     | Marokko El Hassan Lahssini Mohammed Amyn Adil Kaouch Ahmed Baday     | 45 09 10 11 15                        |
| 3     | Äthiopien Hailu Mekonnen Million Wolde Alene Emere Berhanu Addane    | 55 03 04 18 30                        |

Insgesamt wurden 24 Teams gewertet.

### Frauen

#### Langstrecke

##### Einzelwertung
| Platz | Athletin        | Land | Zeit (min) |
| ----- | --------------- | ---- | ---------- |
| 1     | Gete Wami       | ETH  | 28:00      |
| 2     | Merima Denboba  | ETH  | 28:12      |
| 3     | Paula Radcliffe | GBR  | 28:12      |
| 4     | Ayelech Worku   | ETH  | 28:15      |
| 5     | Susan Chepkemei | KEN  | 28:21      |
| 6     | Jane Ngotho     | KEN  | 28:29      |
| 7     | Jane Omoro      | KEN  | 28:40      |
| 8     | Helena Sampaio  | POR  | 28:42      |

Von 103 gemeldeten und gestarteten Athletinnen erreichten 100 das Ziel.

##### Teamwertung
| Platz | Land und Athletinnen                                            | Gesamtpunktzahl und Einzelplatzierung |
| ----- | --------------------------------------------------------------- | ------------------------------------- |
| 1     | Äthiopien Gete Wami Merima Denboba Ayelech Worku Leila Aman     | 18 01 02 04 11                        |
| 2     | Kenia Susan Chepkemei Jane Ngotho Jane Omoro Leah Malot         | 27 05 06 07 09                        |
| 3     | Portugal Helena Sampaio Ana Dias Conceição Ferreira Mónica Rosa | 94 08 13 30 43                        |

Insgesamt wurden 17 Teams gewertet. 

#### Kurzstrecke

##### Einzelwertung
| Platz | Athletin         | Land | Zeit (min) |
| ----- | ---------------- | ---- | ---------- |
| 1     | Jackline Maranga | KEN  | 15:09      |
| 2     | Yamna Oubouhou   | FRA  | 15:16      |
| 3     | Annemari Sandell | FIN  | 15:17      |
| 4     | Kathy Butler     | CAN  | 15:30      |
| 5     | Restituta Joseph | TAN  | 15:31      |
| 6     | Alemitu Bekele   | ETH  | 15:37      |
| 7     | Asmae Leghzaoui  | MAR  | 15:40      |
| 8     | Teresa Wanjiku   | KEN  | 15:41      |

Von 116 gemeldeten Athletinnen gingen 109 an den Start und erreichten 107 das Ziel.
Teilnehmerinnen aus deutschsprachigen Ländern:
- 27: Michaela Möller (GER), 16:09
- 34: Anita Weyermann (SUI), 16:23

##### Teamwertung
| Platz | Land und Athletinnen                                                          | Gesamtpunktzahl und Einzelplatzierung |
| ----- | ----------------------------------------------------------------------------- | ------------------------------------- |
| 1     | Frankreich Yamna Oubouhou Fatima Yvelain Blandine Bitzner-Ducret Céline Rajot | 40 02 09 10 19                        |
| 2     | Äthiopien Alemitu Bekele Kutre Dulecha Lulit Legesse Genet Gebregiorgis       | 48 06 12 14 16                        |
| 3     | Marokko Asmae Leghzaoui Seloua Ouaziz Zhor El Kamch Saliha Khaldoun           | 69 07 13 24 25                        |

Insgesamt wurden 18 Teams gewertet.

### Junioren

#### Einzelwertung
| Platz | Athlet                 | Land | Zeit (min) |
| ----- | ---------------------- | ---- | ---------- |
| 1     | Hailu Mekonnen         | ETH  | 25:38      |
| 2     | Richard Limo           | KEN  | 25:43      |
| 3     | Gideon Kipchumba Mitei | KEN  | 25:45      |

Von 154 gemeldeten und gestarteten Athleten kamen 149 in die Wertung. Vier erreichten nicht das Ziel, einer wurde disqualifiziert.

#### Teamwertung
| Platz | Land und Athleten                                                             | Gesamtpunktzahl und Einzelplatzierung |
| ----- | ----------------------------------------------------------------------------- | ------------------------------------- |
| 1     | Kenia Richard Limo Gideon Kipchumba Mitei Albert Chepkurui Sammy Kipketer     | 16 02 03 05 06                        |
| 2     | Äthiopien Hailu Mekonnen Abiyote Abate Kenenisa Bekele Yibeltal Admassu       | 24 01 04 09 10                        |
| 3     | Tansania Phaustin Baha Sulle Michael Hiiti Martin Hhaway Sulle Jumanne Tluway | 77 08 13 15 41                        |

Insgesamt wurden 24 Teams gewertet.

### Juniorinnen

#### Einzelwertung
| Platz | Athletin                  | Land | Zeit (min) |
| ----- | ------------------------- | ---- | ---------- |
| 1     | Werknesh Kidane           | ETH  | 21:26      |
| 2     | Vivian Jepkemoi Cheruiyot | KEN  | 21:37      |
| 3     | Yoshiko Fujinaga          | JPN  | 21:41      |

Von 124 gemeldeten und gestarteten Athletinnen erreichten 121 das Ziel.
Als einzige Teilnehmerin aus einem deutschsprachigen Land kam die Deutsche Sabrina Mockenhaupt auf den 31. Platz (22:53).

#### Teamwertung
| Platz | Land und Athletinnen                                                                            | Gesamtpunktzahl und Einzelplatzierung |
| ----- | ----------------------------------------------------------------------------------------------- | ------------------------------------- |
| 1     | Äthiopien Werknesh Kidane Hareg Sidelil Merima Hashim Elvan Abeylegesse                         | 20 01 04 06 09                        |
| 2     | Kenia Vivian Jepkemoi Cheruiyot Pamela Kiyara Flomena Cheyech Daniel Jackline Chemwok Rionoropo | 31 02 08 10 11                        |
| 3     | Japan Yoshiko Fujinaga Naoko Sakata Yoshiko Watanabe Rina Fujioka                               | 46 03 05 18 20                        |

Insgesamt wurden 19 Teams gewertet.